# Nicolas Stockhammer
Nicolas Stockhammer (* 14. April 1975 in Wien) ist ein österreichischer Politikwissenschaftler mit dem Schwerpunkt Extremismus- und Terrorismusforschung.

## Ausbildung
Nicolas Stockhammer besuchte das Theresianum Wien. Er studierte bis 2002 Politikwissenschaft, Philosophie und Geschichte an der Universität Wien. Von 2002 bis 2005 absolvierte er mit der Beurteilung summa cum laude ein Doktoratsstudium mit einer Dissertation über die Rationalität politischer Macht an der Universität Wien und der Humboldt-Universität Berlin. Er absolvierte zudem einschlägige Forschungsaufenthalte an der Stanford University, in Tel Aviv und Berlin.

## Berufliche Tätigkeit
Von 2004 bis 2006 war er wissenschaftlicher Mitarbeiter am Lehrstuhl für Theorie der Politik (bei Herfried Münkler) an der Humboldt-Universität zu Berlin. Von 2013 bis 2014 war er wissenschaftlicher Mitarbeiter im Büro für Sicherheitspolitik im Bundesministerium für Landesverteidigung. Ab 2014 war Stockhammer im Rahmen eines Kooperationsprojekts zwischen der Landesverteidigungsakademie und der Universität Wien wissenschaftlicher Mitarbeiter der Forschungsgruppe Polemologie und Rechtsethik. Im Jahr 2018 wurde er Mitglied der Wissenschaftskommission im BMLV. Seit Juli 2021 ist Nicolas Stockhammer wissenschaftlicher Leiter des Forschungsschwerpunkts „Counter-Terrorism, Countering Violent Extremism and Intelligence“ an der Donau-Universität Krems und leitet seit 2023 einen Lehrgang zur Terrorismusbekämpfung, an dem auch Mitarbeiter der Direktion Staatsschutz und Nachrichtendienst teilnehmen.
Ebenso ist Stockhammer Senior Researcher am Europäischen Institut für Terrorismusbekämpfung und Konfliktprävention (EICTP) unter der Leitung von Ex-Verteidigungsminister Herbert Scheibner (FPÖ) mit Sitz in Wien. Im Mai 2020 wurde eine im Auftrag des EICTP erstellte Sammelbandstudie unter Federführung von Stockhammer und mit Beiträgen von Bruce Hoffman, Peter Neumann und Herfried Münkler präsentiert. In seinem 2023 erschienenen Buch Terrorismusbekämpfung und Extremismusprävention dankt Stockhammer dem EICTP – insbesondere dessen Präsidenten – für den wesentlichen Beitrag, den sie zur konkreten Ideenfindung für dieses Lehrbuch geleistet haben.
Im Jahr 2021 führte Stockhammer eine Studie im Auftrag der Stadt Wien durch, in der er die Wiener Extremismusprävention analysierte. 2022 wirkte er an einer von Peter Neumann geleiteten Studie über Extremismus und Migration in Österreich mit. Gemeinsam mit Colin P. Clarke veröffentlichte Nicolas Stockhammer im August 2024 eine Analyse des IS-Ablegers ISPK anhand durchgeführter und vereitelter Anschläge in „Lawfare“. Er ist zudem Mitglied des Editorial Boards des Fachjournals „Studies in Conflict and Terrorism“. Im Jänner 2025 analysierte Stockhammer mit Colin P. Clarke (Director of Policy and Research at The Soufan Group) für den Combating Terrorism Center (CTC) SENTINEL (West Point) die Hintergründe und strukturellen Zusammenhänge, die zu dem im Vorfeld unterbundenen Terrorszenario und zur Absage der drei Swift-Konzerte geführt haben.
Im Oktober 2023 war Stockhammer zu Gast bei Claudia Stöckls „Frühstück bei mir“ auf Ö3 und wurde neben seinem eben erschienenen Buch „Trügerische Ruhe“ unter anderem zum Hamas-Terroranschlag vom 7. Oktober 2023 interviewt.
Stockhammer ist regelmäßig in nationalen wie internationalen Medienauftritten zu Fragen des transnationalen Terrorismus zu sehen.
Tätigkeit für Centrex und der Slavpot-Privatstiftung
Recherchen von Der Standard zufolge war Stockhammer von 2006 bis 2011 bei Centrex in Wien beschäftigt. Centrex ist nahtlos mit Gazprom verbunden, das mittlerweile aufgrund des Überfalls Russlands auf die Ukraine sanktioniert wird. Danach war er von 2011 bis 2024 Vorstandsmitglied der Slavpot-Privatstiftung in Wien. Ein Stifter dieser Stiftung ist Wladimir Shumilin, er gilt als bestverdienender Beamter des Verteidigungsministeriums Russlands. Stockhammer ließ sich 2022 als Vorstand der Slavpot-Privatstiftung wiederwählen. Nach Anfrage durch den Standard, wieso dieser sich zwei Monate nach Beginn des Überfalls Russlands auf die Ukraine als Vorstandsmitglied wiederwählen ließ, beendete Stockhammer laut eigenen Angaben diese Tätigkeit. Einem Folgeartikel des Standard zufolge war Stockhammer mit Stand Mai 2024 jedoch nach wie vor im Firmenbuch als Mitglied dieser Stiftung ausgewiesen. Das Innenministerium nahm nach diesen Recherchen Kontakt mit der Donau-Universität Krems auf, an dem es den von Stockhammer geleiteten Lehrgang zur Terrorismusbekämpfung mit 900.000 Euro fördert. Zum selben Zeitpunkt hatte Stockhammer aufgrund des Artikels bereits seine Lehrtätigkeit  vorübergehend ruhend gestellt. Die Leitung des Lehrgangs übernahm interimistisch Walter Seböck, Professor für Security Studies. Auf den Standard-Artikel angesprochen, erklärte Stockhammer der Tageszeitung Die Presse, dass er mit Russland nichts zu tun habe und eine nicht bestehende Nähe herbei fantasiert würde. Er ortete konstruierte Vorwürfe, da er nicht mehr in der Stiftung sei, von dieser kein Geld erhalten und nichts von mutmaßlichen Geheimdienstkontakten gewusst habe. Auch den Sohn kenne er nicht.

## Kritik
Im Dezember 2023 gab Stockhammer dem in der EU verbotenen Fernsehsender RT Deutsch ein Interview über die Terrorgefahr auf Weihnachtsmärkten. Von Profil auf sein Interview angesprochen, schrieb Stockhammer, dass er von einem Verbot dieses Senders nichts gewusst habe.
Stockhammer fungiert zudem als „wissenschaftliches Aushängeschild“ des Europäischen Institut für Terrorismusbekämpfung und Konfliktprävention (EICTP), das sich die Adresse mit der Slavpot-Privatstiftung teilt. Dieser vom früheren FPÖ-Verteidigungsminister Herbert Scheibner geleitete Thinktank erstellt unter anderem Steckbriefe über Journalisten und Nationalratsabgeordnete, die Falschinformationen enthalten. Stockhammer gab auf Nachfrage von Profil an, diese nicht zu kennen und nicht zu wissen, wie das EICTP finanziert werde, was wiederum von Profil als „bemerkenswerten Zugang“ für einen in einem sicherheitsrelevanten Bereich tätigen Wissenschaftler kritisiert wird.

## Sportliches Engagement
Nicolas Stockhammer war mehrfach Mitglied der österreichischen Inline-Hockeynationalmannschaft und konnte in diesem Rahmen bei der FIRS-Weltmeisterschaft 1997 in Zell am See Bronze, sowie 1998 in Winnipeg (Kanada) die Silbermedaille erringen. Seit 2020 ist er Vizepräsident des Österreichischen Eishockeyverbands (ÖEHV).

## Schriften (Auswahl)
- mit Stefan Goertz: Terrorismusbekämpfung und Extremismusprävention. Eine Einführung. Springer VS Wiesbaden, 2023, ISBN 978-3-658-41953-0.
- Trügerische Ruhe. Der Anschlag von Wien und die terroristische Bedrohung in Europa. Amalthea Verlag, Wien 2023, ISBN 978-3-99050-252-5.
- Routledge Handbook on Transnational Terrorism. Routledge, London 2023, ISBN 978-1-03-235319-7.